# ملعب رايس إكليس
ملعب رايس إكليس هو ملعب كرة قدم يقع في مدينة سولت ليك الأمريكية . يسع الملعب لجلوس 45,017 متفرج . يعتبر الملعب الرسمي الذي يخوض فيه يوتا أوتيس (دوري الجامعات) مبارياته . تم افتتاح الملعب في سنة 1998 .

## انظرأيضًا
- ستاد باناثينايكو